# はえ座
はえ座（はえざ、Musca）は現代の88星座の1つ。16世紀末に考案された新しい星座で、ハエがモチーフとされている。天の南極の近くに位置しており、日本国内では南大東島以北の地域からは星座の一部さえも見ることができない。

## 主な天体
小さい星座ながらα・βと2つの3等星があるほか、コールドウェルカタログに選ばれた2つの球状星団がある。

### 恒星
2022年4月現在、国際天文学連合 (IAU) が認証した固有名を持つ恒星は1つもない。
- α星：見かけの明るさ2.649等の3等星[5]で、ケフェウス座β型の脈動変光星[6]。はえ座で最も明るく見える恒星である。
- β星：見かけの明るさ3.06等の3等星[7]。B型主系列星2つの連星系である。
- θ星：見かけの明るさ5.53等の6等星[8]。A星は三重連星系で、ウォルフ・ライエ星とO型主系列星の連星の周囲をO型超巨星が周回していると見られている[9]。ウォルフ・ライエ星を含む星系としてはほ座γ星に次いで2番目に明るく見える。

### 星団・星雲・銀河

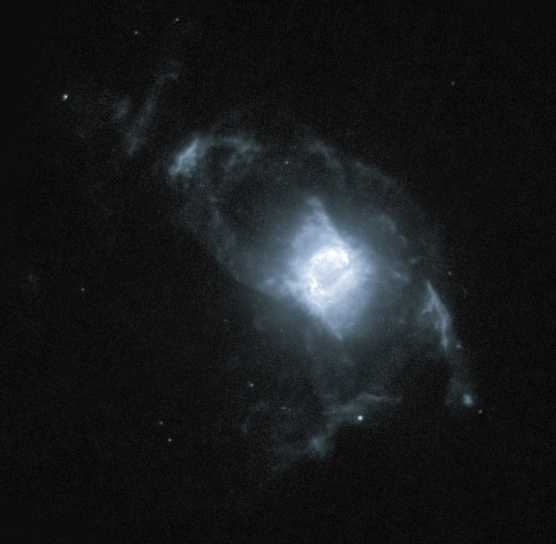
惑星状星雲IC 4191。

- NGC 4372：球状星団。パトリック・ムーア（英語版）がアマチュア天文家の観測対象に相応しい星団・星雲・銀河を選んだコールドウェルカタログの108番に選ばれている。
- NGC 4833：球状星団。コールドウェルカタログの105番に選ばれている。
- Dark Doodad nebula：暗黒星雲。太陽系の最も近くにある星形成領域の1つ。doodad は英語で「あれ」「なんとか」のように、名前がよくわからないものを示す言葉である。
- IC 4191：惑星状星雲。1907年にウィリアミーナ・フレミングが発見した[10]。

### その他
- 1991年はえ座新星：1991年1月、旧ソ連のX線宇宙望遠鏡グラナートと日本のX線天文衛星「ぎんが」によって検出されたX線突発天体（英語版）[11]。

- 球状星団NGC 4372。
- 球状星団NGC 4833。
- Dark Doodad Nebulae。

## 由来と歴史
16世紀末に考案された星座だが、星座名が現在の Musca に落ち着くまで250年近くの紆余曲折があった。
この星座の歴史は、オランダの航海士ペーテル・ケイセルとフレデリック・デ・ハウトマンが1595年から1597年にかけての東インド航海で残した観測記録を元に、フランドル生まれのオランダの天文学者ペトルス・プランシウスが同じくオランダの天文学者ヨドクス・ホンディウスと協力して1598年に製作した天球儀に昆虫の姿を描いたことに始まる。しかし、プランシウスが星座としての名称をこの天球儀に記さなかったため、のちに混乱が生まれることとなった。
ホンディウスは1600年と1601年にも天球儀を製作しているが、これらにも昆虫の名称が記されなかった。これに対して、オランダの天文学者ウィレム・ブラウは、1602年に製作した天球儀にラテン語でハエを意味する Musca と記し、カメレオンに襲われるハエの姿を描いた。また、1598年から1602年にかけて第二次観測を行ったデ・ハウトマンも、そのときの観測記録を元に1603年に製作した星表で、オランダ語で「ハエ」を意味する De Vlieghe と記していた。ただしこの星表は、オランダ語のマレー語辞典の付録として掲載されたため、広く天文学者の間で知られることはなかった。ブラウは、デ・ハウトマンの第二次航海の観測記録を元に修正を加えた天球儀を1603年に製作しており、こちらにも Musca と記している。
ところが、同年の1603年にヨハン・バイエルが出版した星図『ウラノメトリア』では、ラテン語で「蜜蜂」を意味する APIS と記されてしまった。このバイエルの誤りについて、オランダの天文学者で天文学史家のエリー・デッカーは、『ウラノメトリア』とホンディウスの天球儀の類似性を指摘し、「バイエルがホンディウス製作の天球儀のいずれかからデータをコピーしたため、この昆虫をハエと認識できず「蜜蜂」としてしまった」と結論付けている。
プランシウスは、1612年に製作した天球儀でようやくこの昆虫にギリシア語でハエを意味する Muia と命名した。そして同時に、おひつじ座の横にあった星を使って昆虫の姿を描き、これに蜜蜂を意味する Apes と命名した。こうしてプランシウスによって南天と北天に昆虫の星座が1つずつ設けられたが、このことがさらに混乱を深める結果となった。
17世紀初頭のドイツの天文学者ヤコブス・バルチウスは、1624年に出版した天文書『Usus Astronomicus Planisphaerii Stellati』の中で南天の昆虫を Mvsca と記した。しかし北天の昆虫には、星表では蜜蜂を意味する Apes と記しながら、星図ではスズメバチを意味する Vespa と記すなど混乱が見られた。17世紀後半のポーランドの天文学者ヨハネス・ヘヴェリウスは、彼の死後の1690年に出版された星図『Firmamentum Sobiescianum』で、南北のいずれの昆虫も Musca とした。また、18世紀初めのイギリスの天文学者ジョン・フラムスティードもまた、彼の死後1729年に出版された『天球図譜』でヘヴェリウスと同じく南北の昆虫どちらも Musca とした。18世紀中頃のフランスの天文学者ラカーユは、1756年の星図ではフランス語でla Mouche、1763年の星図ではラテン語で Muscaと、明確にハエの星座として記載している。
このように、17世紀から18世紀にかけて南天の昆虫の星座はハエと見做されていた。しかし、ドイツの天文学者ヨハン・ボーデが1801年に刊行した星図『ウラノグラフィア』で、北天の昆虫を Musca 、南天の昆虫を蜜蜂を意味する Apis としたことによって再び混乱が生じた。その後、1822年にイギリスの教育者アレクサンダー・ジェイミソンが出版した星図『Celestial Atlas』では、北天の昆虫に「北のハエ」を意味する Musca Borealis と記されていたが、南天の昆虫には名前が記載されなかった。また、1835年にアメリカの教育者イライジャー・バリットが出版した星図『Celestial Atlas』では、南天の昆虫はにラテン語で「インドのハエ」を意味する Musca Indica と記され、北天の昆虫のほうが Musca とされた。
この混乱に終止符を打ったのは、19世紀初めのイギリスの天文学者フランシス・ベイリーであった。ベイリーが編纂し、彼の死後の1845年に刊行された『The Catalogue of Stars of the British Association for the Advancement of Science』では、これまで100以上あった星座が87個に整理された。このとき北天の昆虫は駆除されて南天の昆虫のみが生き残り、その名称は Musca とされた。こうして、プランシウスが図案化して以来250年近く続いた星座名の混乱がようやく収拾された。
1922年5月にローマで開催されたIAUの設立総会で現行の88星座が定められた際にそのうちの1つとして選定され、星座名は Musca、略称は Mus と正式に定められた。新しい星座のため星座にまつわる神話や伝承はない。
- ウィレム・ブラウの天球儀（1602年）に描かれた Musca（はえ）。
- ヨハン・バイエルの星図『ウラノメトリア』（1603年）に描かれた Apis（みつばち）。

### 中国
現在のはえ座の領域は中国の歴代王朝の版図からはほとんど見ることができなかったため、三垣や二十八宿には含まれなかった。この領域の星々が初めて記されたのは明朝末期の1631年から1635年にかけてイエズス会士アダム・シャールや徐光啓らにより編纂された天文書『崇禎暦書』で、はえ座の星々は「蜜蜂」という星官に配された。これは、バイエルの『ウラノメトリア』の Apis がそのまま訳されて使われたものと考えられている。

## 呼称と方言
明治末期頃は、おひつじ座の隣に置かれた Musca Borealis と区別して、それぞれ「南蠅」「北蠅」と呼ばれていたことが、1910年（明治43年）2月刊行の日本天文学会の会報『天文月報』第2巻11号に掲載された「星座名」という記事でうかがい知ることができる。IAUが88星座を定めた後の1925年（大正14年）に初版が刊行された『理科年表』では、学名は Musca、星座名は「蠅（はへ）」とされた。この後は、1944年（昭和19年）に天文学用語が見直された際も変わらず「蠅（はへ）」が使われることとされ、戦後も「蠅（はへ）」が引き続き使われていた。しかし、1952年（昭和27年）7月に日本天文学会が「星座名はひらがなまたはカタカナで表記する」とした際に、Musca の星座名は「はい」と改訂された。これ以降は40年近く見直されることなく「はい」という星座名が使われていたが、1990年11月刊行の理科年表第64冊でようやく「はえ」と改められ、1994年刊行の『文部省 学術用語集・天文学編』増訂版で正式に星座名が「はえ」と改訂された。以降は改訂されることなく「はえ」が正式な星座名として使われている。
現代の中国では繁: 蒼蠅座（簡: 苍蝇座）と呼ばれている。